# Zaroślak ciemnogłowy
Zaroślak ciemnogłowy (Atlapetes fuscoolivaceus) – gatunek małego ptaka z rodziny pasówek (Passerellidae). Endemit Kolumbii. Jest uznawany za gatunek bliski zagrożenia (NT, ang. Near Threatened).

## Systematyka
Gatunek ten po raz pierwszy zgodnie z zasadami nazewnictwa binominalnego opisał amerykański ornitolog Frank Michler Chapman w 1914 roku na łamach „Bulletin of the American Museum of Natural History”. Autor nadał mu nazwę Atlapetes fusco-olivasceus, a jako miejsce typowe podał San Agustín w Kolumbii. Jest gatunkiem monotypowym.

### Etymologia
- Atlapetes: połączenie słowa Atlas z gr. πετης petēs – „lotnik”, πετομαι petomai – „latać”[11].
- fuscoolivaceus: łac. fuscus – „ciemny”; łac. olivaceus – „oliwkowy”[12]

## Morfologia
Nieduży ptak ze średniej wielkości, grubym u nasady dziobem w kolorze czarnym. Szczęka i żuchwa są lekko zakrzywione. Tęczówki w kolorze od czerwonawego do ciemnobrązowego. Nogi ciemnobrązowe. Nie występuje dymorfizm płciowy. Głowa ciemnooliwkowa z żółtymi wąsami, gardłem i podgardlem. Poniżej wąsów cienkie ciemne paski. Górne części ciała ciemnooliwkowe, z tym że górne części skrzydeł i ogon są nieco ciemniejsze, a zad nieco jaśniejszy. Pierś oliwkowożółta, na brzuchu upierzenie jest nieco jaśniejsze, bardziej żółte. Długość ciała z ogonem 17–18 cm; średnia masa ciała dwóch zbadanych samców – 32,5 g.

## Zasięg występowania
Zaroślak ciemnogłowy jest gatunkiem endemicznym dla Kolumbii, występuje tylko na niewielkim obszarze w dolinie rzeki Magdalena w departamencie Huila m.in. w Parku Narodowym Puracé. Zasięg występowania (EOO, Extent of Occurrence) według szacunków organizacji BirdLife International obejmuje około 8,5 tys. km².

## Ekologia
Jego głównym habitatem są zarośla i podszyt na obrzeżach lasu wilgotnego, a także obszary wtórnego wzrostu z polanami. Występuje na wysokościach od 1600 do 2400 m n.p.m. Nie ma wielu informacji o diecie i sposobie żerowania tego gatunku. Żeruje głównie w dolnych i środkowych warstwach lasu, na drzewach na wysokości 0,5–6 m nad ziemią, ale także podejmuje pokarm bezpośrednio z ziemi.

### Rozmnażanie
Nie ma wielu informacji o rozmnażaniu tego gatunku. Wszystko co wiadomo, to że ptaki w stanie lęgowym obserwowano od lutego do kwietnia.

## Status
W Czerwonej księdze gatunków zagrożonych IUCN zaroślak ciemnogłowy klasyfikowany jest jako gatunek bliski zagrożenia (NT, ang. Near Threatened). Liczebność populacji nie została oszacowana, ale ptaki te opisywane są jako dość pospolite. BirdLife International uznaje trend liczebności ich populacji za lekko spadkowy.